# Окулярник світлолобий
Окулярник білогорлий (Zosterops natalis) — вид горобцеподібних птахів родини окулярникових (Zosteropidae). Ендемік острова Різдва.

## Опис
Довжина птаха становить 11,7-13,5 см. Верхня частина тіла сірувато-оливкова, нижня частина тіла білувата, гузка жовтувата. Перед очима жовтувата смуга, навколо очей характерні білі кільця. Крила і хвіст тьмяно-коричневі з широкими зеленуватими краями. Очі карі, у молодих птахів сірі. Дзьоб чорний.

## Поширення і екологія
Світлолобі окулярники є ендеміками острова Різдва, були інтродуковані на Кокосові острови, де вони мешкають поблизу населених пунтів. На острові Різдва птах живе в тропічних лісах, чагарникових заростях і в садах на висоті до 360 м над рівнем моря.

## Поведінка
Світлолобі окулярники харчуються комахами, плодами, насінням і нектаром.

## Збереження
Через обмежений ареал птаха МСОП вважає стан збереження цього виду близьким до загрозливого. За оцінками дослідників, популяція світлолобих окулярників складає близько 20000 птахів. Інтродуковані птахи з Кокосових островів складають 5% від загальної популяції виду.